# Corine Rottschäfer
Corine Rottschäfer, née le 8 mai 1938 à Hoorn en Hollande-Septentrionale et morte le 24 septembre 2020, est une mannequin et reine de beauté néerlandaise, couronnée Miss Monde 1959.

## Biographie
En 1957, Corine Rottschäfer est élue Miss Pays-Bas 1957 et remporte la même année Miss Europe, puis participe à l'élection de Miss Univers en 1958, où elle se classe dans le top 15 en remportant le titre Miss photogénique de cette édition.
Après son règne, elle fait une carrière internationale de mannequinat et fonde sa propre agence de mannequins à Amsterdam.
Corine Rottschäfer est la seule reine de beauté à avoir été la gagnante de deux concours internationaux.

### Famille
Corine Rottschäfer est la cousine éloignée de Bodine Koehler, Miss Porto Rico 2012.